# Булатово (Кировская область)
Булатово — деревня в Верхнекамском районе Кировской области России. Входит в состав Кайского сельского поселения. Код ОКАТО — 33207820003.

## География
Деревня находится на северо-востоке Кировской области, в северо-восточной части Верхнекамского района, к северу от реки Кама. Абсолютная высота — 159 метров над уровнем моря.
Расстояние до районного центра (города Кирс) — 85 км.

## Население
По данным Всероссийской переписи, в 2010 году постоянное население в деревне отсутствовало.